# Basilica dell'Osservanza
De Basillica dell'Osservanza ('basiliek van de observanten') is een kerk gelegen tegenover de stad Siena, aan de noordkant. Zij werd gebouwd omstreeks 1490 en de architect was waarschijnlijk Francesco di Giorgio. In 1495-1496 werd het gebouw uitgebreid door de heerser van Siena, Pandolfo Petrucci.
De basiliek ligt op de heuveltop waar de spoedig heilig verklaarde prediker Bernardinus van Siena gedurende een groot deel van zijn leven woonde en preekte. Als jonge Franciscaan had Bernardinus op deze Colle della Capriola ('heuvel van de salto') een klooster gesticht bij een kluizenarij die gewijd was aan de heilige Onufrius (Sant'Onofrio in het Italiaans). 
Het oorspronkelijke kerkgebouw, in eenvoudige renaissancestijl, werd beschadigd tijdens het beleg van Siena in 1554 in de loop van de Italiaanse Oorlog (1551-1559). Er volgde herbouw in de barokperiode en een restauratie tussen 1922 en 1932. Tijdens de Tweede Wereldoorlog werd het bijna volledig verwoest door Amerikaanse bombardementen op 23 januari 1944, maar de oorspronkelijke basiliek werd na de oorlog herbouwd aan de hand van foto's en getuigenissen van de monniken van het klooster.